# Абдульманов, Эдуард Ирикович
Эдуард Ирикович Абдульманов (род. 5 июня 1966, Мелекесс) — российский боксёр, мастер спорта России (1992), судья Международной ассоциации бокса (1998), заслуженный тренер России (2001).

## Биография
Родился 5 июня 1966 года в городе Мелекесс.
В 1983—1989 годах проходил обучение в Казанском авиационном институте на радиотехническом факультете.
Начал заниматься боксом на кафедре физического воспитания. Мастер спорта России(1992). Судья ЕАБА (1991), судья АИБА (1998). Заслуженный тренер России (2001). Входил в тройку лучших судей российской Федерации бокса. В 2000—2009 годах принимал участие в работе на четырьмя редакциями правил проведения соревнований по боксу.
В 2006—2010 годах Эдуард Абдульманов был заместителем председателя судейской и технической комиссии Федерации бокса России, затем с 2007 года — председателем технической комиссии по боксу Международной федерации университетского спорта FISU. В дальнейшем он исполнял обязанности в составе судейской комиссии Международной ассоциации бокса (АИБА) 2009—2010, а с 2009 по 2010 годы занимал должность председателя комиссии по соревнованиям ЕКБ.
С 2007 года по настоящее время является председателем комиссии по боксу Международной федерации университетского спорта (FISU).

## Награды
Награждён знаком «Отличник физической культуры» (2003), медалью «За пропаганду физической культуры и спорта» (2008), а также — грамотой от президента Российской Федерации Владимира Путина (2013).
Кроме этого среди наград имеется серебряная медаль Кемеровской области «За веру и добро» и благодарность Министра спорта Российской Федерации.